# Deutsch Nepal

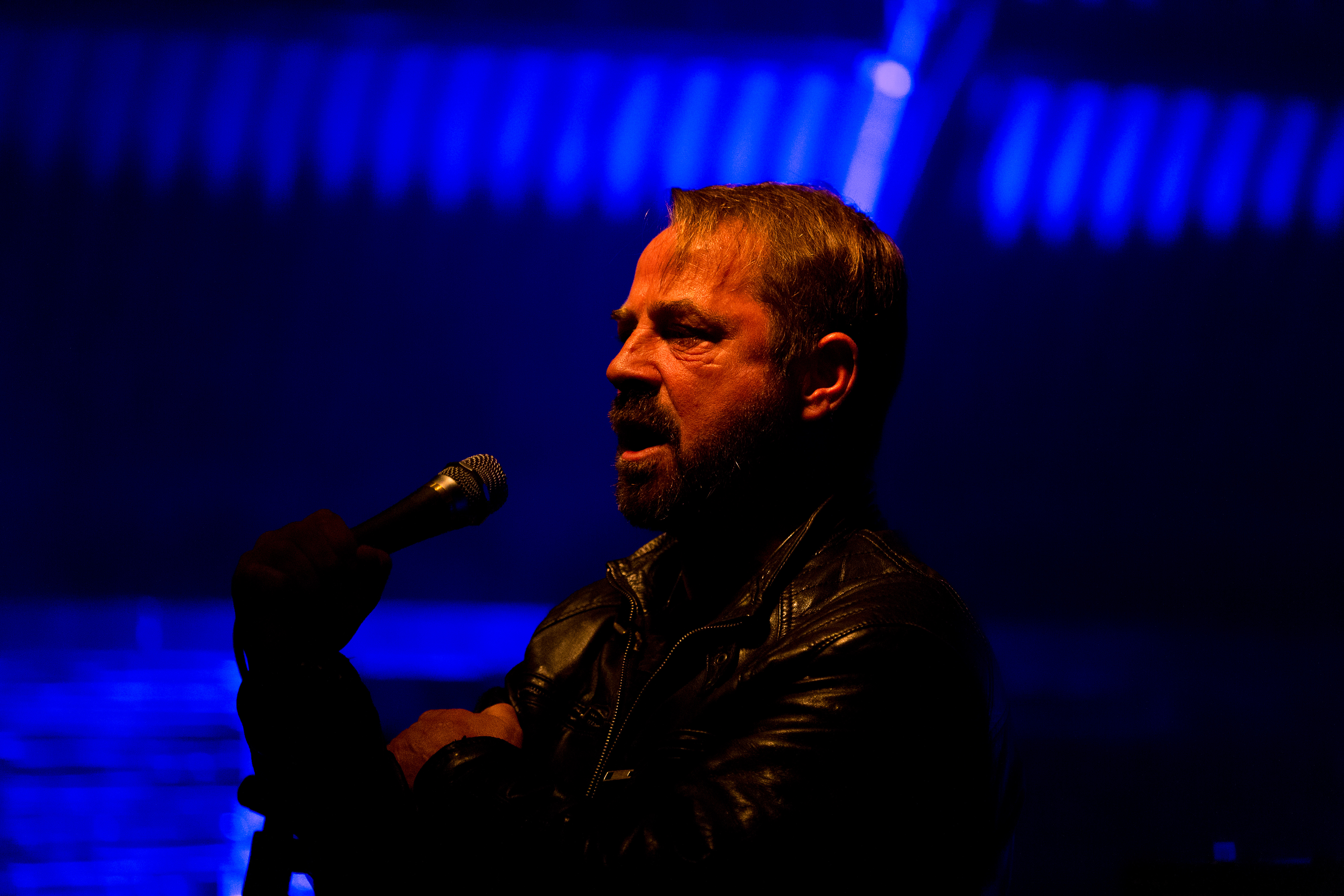
Deutsch Nepal 2015 auf dem Nocturnal Culture Night 10.

Deutsch Nepal ist das bekannteste Musikprojekt und Pseudonym des schwedischen Industrial- und Dark-Ambient-Musikers Peter Andersson. Darüber hinaus veröffentlicht er auch unter den Projektnamen Frozen Faces und Lina Baby Doll. Als Bocksholm veröffentlicht Andersson gemeinsam mit dem Musiker gleichen Namens Peter Andersson, der wie er im südschwedischen Boxholm aufwuchs.

## Werdegang
Andersson war Mitglied der schwedischen Industrial-Band Njurmännen. 1991 veröffentlichte er sein Debütalbum Deflagration of Hell unter dem Alias Deutsch Nepal. Der Projektname geht auf das gleichnamige Stück aus dem Album Wolf City der Krautrock-Band Amon Düül II aus dem Jahr 1972 zurück.
Es folgten zahlreiche Veröffentlichungen auf Plattenlabels wie Staalplaat, Cold Meat Industry und Old Europa Café. Andersson betreibt das Metal-Label Entartete Musikk.
Piero Scaruffi zählt Deutsch Nepal neben In Slaughter Natives und Raison D'Etre zur „Generation der Klang-Konstruktivisten der frühen 1990er Jahre“.

## Diskografie

### Studio-Alben
- 1991: Deutsch Nepal – Deflagration of Hell (Sound Source)
- 1993: Deutsch Nepal – Benevolence (Cold Meat Industry)
- 1994: Deutsch Nepal – Tolerance (Staalplaat)
- 1994: In Slaughter Natives / Deutsch Nepal – Mort aux vaches (Mort Aux Vaches)
- 1994: Deutsch Nepal – Only Silence Among the Filthy (Old Europa Café)
- 1995: Deutsch Nepal – The Silent Earth (Old Europa Café)
- 1996: Deutsch Nepal – The Very Top of Lina Baby Doll (Noise Museum)
- 1997: Deutsch Nepal – ¡Comprendido!... Time Stop! ...And World Ending (Cold Meat Industry)
- 1999: Deutsch Nepal – Erosion (Staalplaat)
- 2000: Deutsch Nepal – Behind a Wall of Silence (Old Europa Café)
- 2006: Deutsch Nepal – Erotikon (Cold Meat Industry)
- 2009: Reutoff vs Deutsch Nepal – Kreuzung Vier (Ewers Tonkunst)
- 2011: Deutsch Nepal – Amygdala (Autarkeia)
- 2015: Deutsch Nepal – Alcohology (DiscRepublic.com)
- 2017: Deutsch Nepal/Mama Baer – Klinik der reinen Vernunft (Psych.KG)
- 2017: Deutsch Nepal & Mama Baer/The Oval Language & KHj+F. – Klinik der praktischen Vernunft (Psych.KG)
- 2018: Reutoff Feat. Deutsch Nepal – Eating The Dust (Entartete Musikk)
- 2019: Deutsch Nepal Staring at my Wall  (Entartete Musikk)

### Live-Alben
- 2011: Deutsch Nepal – Live in Saint-Petersburg 261206 (Aquarellist)
- 2014: Deutsch Nepal – Pzykadelischer Todeswunsch auf dem Machinenfest 2k9 – Deutsch Nepal Live in Essen (Raubbau, Pflichtkauf)

### Compilation-Alben
- 2002: Deutsch Nepal – A Silent Siege (Old Europa Cafe)
- 2008: Deutsch Nepal – Deutsch Nepals Dystopian Partycollection (Cold Meat Industry)
- 2009: Deutsch Nepal – The Silent Container (A) (Old Europa Cafe)

### Singles und EPs
- 1996: Deutsch Nepal & The Moon Lay Hidden Beneath a Cloud – A Night in Fear (Arthur’s Round Table)
- 1996: Deutsch Nepal / P·A·L – Deutsch NeP•A•L (Ant-Zen)
- 1997: Deutsch Nepal – Environment (Ant-Zen)
- 1999: Der Blutharsch & Deutsch Nepal – Apöcalyptic Climäx 2 (WKN)
- 2003: Deutsch Nepal – The City of Stone (Hau Ruck!)
- 2004: Deutsch Nepal – The Bird of Steel (Extremocidente)
- 2011: Deutsch Nepal – Rapist Park Junktion (Autarkeia)